# Virgin Radio (Regno Unito)
Virgin Radio UK è un'emittente radiofonica commerciale britannica con sede a Londra che trasmette in diretta 24 ore su 24 musica pop e rock. La radio creata dal magnate Richard Branson ha fatto parte del gruppo Virgin fino alla fine degli anni 90 quando fu venduta al dj Chris Evans. Dal 2001 la radio venne acquisita dal gruppo inglese SMG.
Alla fine di giugno 2008 è stata venduta, senza marchio, al gruppo indiano TIML Radio Limited.
La radio ha cessato le sue trasmissioni il 26 settembre 2008.
Dal 29 settembre 2008 l'emittente ha assunto il nome di Absolute Radio.
Le trasmissioni di Virgin Radio UK sono state riprese il 30 marzo 2016. La rinascita della storica radio è frutto di una partnership tra il gruppo Virgin e UTVMedia plc. La stazione radiofonica è disponibile sul DAB, in streaming sul sito ufficiale e sulla app per smartphone e tablet Android e per Iphone.